# Ролан Гарос (пилот)
Ролан Гарос (фр. Roland Garros; Сен Дени, 6. октобар 1888 — Вузије, 5. октобар 1918) био је француски пилот.
Ролан Гарос је био пилот у раном периоду ваздухопловства. У историји ваздухопловства остао је упамћен по својој храбрости исказаној у Првом светском рату као војни пилот.

## Биографија
Гарос је рођен у граду Сен Дени на острву Реинион.
Још пре Првог светског рата је био запажен пилот. 1913. је постао славан захваљујући првом непрекидном лету преко Средоземног мора од Фрежиса на југу Француске до Бизерте у Тунису, који је извео 23. септембра за 7 сати и 53 минуте. Идуће године се придружио француској војсци. Након неколико одрађених мисија за војску, схватио је да је истовремено летење и пуцање претешко, па је причврстио аутоматску пушку (митраљез) на предњи део свог борбеног авиона, а не на бочну страну. Тако је себи олакшао гађање и погађање противника, а да би заштитио дрвену елису авиона од оштећења непријатељских метака, на њу је причврстио металне клинове. Дана 1. априла 1915. је почео обарати немачке авионе. У кратком року их је срушио три, те је стекао велики углед.
Гароса су оборили 18. априла 1915. и одвели на немачки део ратишта. Из заробљеништва је успео да побегне тек после три године (1918). Чим је побегао, поново се пријавио у француску војску, али 5. октобра 1918, опет је оборен поред градића Вузије, у Арденима. Овога пута с трагичним последицама.

## Места која су добила име по Гаросу
У 20-им годинама 20. века, тениски стадион је добио име по Гаросу (Stade de Roland Garros). На том стадиону се одржава Гренд слем турнир, Отворено првенство Француске, још назван, Ролан Гарос.
Међународни аеродром на острву Реинион, је такође назван по њему.

## Занимљивости
Иако је по њему добио име један од највећих светских тениских турнира, Ролан Гарос током свог живота никада није играо такмичарски тенис. Иако се често бавио спортом, па је забележено да је био и првак Француске у бициклизму 1906. године, тенис је играо само рекреативно.